# Muzeum Archeologiczne w Odessie
Muzeum Archeologiczne w Odessie – muzeum w Odessie na Ukrainie mające w swojej kolekcji zabytki archeologiczne pochodzące z północnego wybrzeża Morza Czarnego od epoki kamienia do średniowiecza oraz starożytności z Egiptu, Grecji, Cypru i Rzymu. Posiada również dużą kolekcję numizmatów.
Zarządzane jest przez Narodową Akademię Nauk Ukrainy.

## Historia
Muzeum Archeologiczne w Odessie powstało w 1825 i jest jednym z najstarszych muzeów na Ukrainie. Obecna siedziba muzeum projektu polskiego architekta Feliksa Gąsiorowskiego powstała w 1883 i od początku istnienia stanowi siedzibę muzeum archeologicznego.

## Kolekcja
W muzeum można zobaczyć eksponaty m.in. prehistorycznych kultur trypolskiej i usatowskiej, kolonii greckich zlokalizowanych na północnym wybrzeżu Morza Czarnego oraz związane z Scytami, Sarmatami i Słowianami. Muzeum posiada również starożytności z Egiptu (trzecia co do wartości kolekcja w byłym ZSRR), Grecji, Cypru oraz Rzymu.
W muzeum przechowywanych jest ponad 50 000 monet z czasów starożytnych, średniowiecznych oraz Imperium Rosyjskiego.
Muzeum Archeologiczne w Odessie posiada ponadto bibliotekę z ponad 33 000 książek i czasopism oraz dział konserwacji i renowacji.